# Battleground (2015)
Cet article concerne l'édition 2015 du pay-per-view Battleground. Pour toutes les autres éditions, voir WWE Battleground.
L’édition 2015 de Battleground est une manifestation de catch télédiffusée et visible en paiement à la séance, gratuitement sur la chaîne de télévision française AB1, ainsi qu'en direct ou Streaming payant sur le WWE Network. L'événement, produit par la World Wrestling Entertainment (WWE), a eu lieu le 19 juillet 2015 dans la salle omnisports du Scotttrade Center à Saint-Louis, dans le Missouri. Il s'agit de la troisième édition de Battleground

## Contexte
Les spectacles de la WWE en paiement à la séance sont constitués de matchs aux résultats prédéterminés par les scénaristes de la WWE. Ces rencontres sont justifiées par des storylines — une rivalité avec un catcheur, la plupart du temps — ou par des qualifications survenues dans les émissions de la WWE telles que Raw, SmackDown, Superstars et Main Event. Tous les catcheurs possèdent une gimmick, c'est-à-dire qu'ils incarnent un personnage gentil (Face) ou méchant (Heel),  qui évolue au fil des rencontres. Un pay-per-view comme Battleground est donc un événement tournant pour les différentes storylines en cours.

### Roman Reigns contre Bray Wyatt
Le 21 mai à SmackDown, Bray Wyatt perd contre Dean Ambrose après que Roman Reigns intervient dans le match. Le 1er juin à Raw, Reigns bat Wyatt pour conserver sa place dans le Money in the Bank Ladder match. Lors de Money in the Bank, dans le Money in the Bank Ladder match Wyatt attaque Reigns. Plus tard dans la soirée, il est annoncé que Roman Reigns affrontera Bray Wyatt à l'événement.
A RAW Bray Wyatt montre une photo de Roman Reigns et sa fille qui fait mettre de l'huile sur le feu

### Seth Rollins contre Brock Lesnar
Lors de Money in the Bank, Seth Rollins bat Dean Ambrose dans un Ladder match pour conserve son titre WWE World Heavyweight Championship. Le 15 juin à Raw, Brock Lesnar fait son retour à la WWE et a été choisi par l'Autorité pour faire face à Rollins à l'événement pour le championnat.

### The Prime Time Players contre The New Day
Lors de Money in the Bank, The Prime Time Players battent The New Day et remporte les titres par équipe. Le 15 juin à Raw, The Prime Time Players & Neville battent The New Day. Le 22 juin, il a été annoncé que The Prime Time Players défendraient leurs titres contre The New Day à l'événement.

### John Cena contre Kevin Owens
Lors d'Elimination Chamber, Kevin Owens bat le champion des États-Unis John Cena. Lors de Money in the Bank, John Cena bat Kevin Owens dans un match de revanche. Le 15 juin à Raw, Owens a défié Cena à un match pour le Championnat des États-Unis de la WWE. 
Le 22 juin à Raw, Cena accepte le défi de Owens. Les deux s'affronteront pour le titre à l'événement.

### R-Truth contre King Barrett
Lors de Money in the Bank dans le Pré-Show, R-Truth bat King Barrett. Le 6 juillet à Raw, Barrett bat R-Truth. Le 13 juillet à Raw, Truth bat Barrett. Il a ensuite été annoncé que R-Truth serait confronté a Barrett à l'événement, lors du Pré-Show pour la couronne de Barrett.

### Randy Orton contre Sheamus
Lors de Money in the Bank, Sheamus a remporté le Money in the Bank Ladder match pour la mallette pour un match pour le WWE World Heavyweight Championship où il veut, quand il veut. Le 15 juin à Raw, Randy Orton, qui a également participé au Ladder match, attaque Sheamus après son match contre Dean Ambrose, mais Sheamus attaque Randy Orton plus tard lors de son match contre Kane. Le 6 juillet à Raw, Orton a attaqué Sheamus après son match contre Roman Reigns. Le 13 juillet il a été annoncé que Randy Orton sera confronté a Sheamus lors de l'événement.

## Tableau de matchs
| #                                                                | Matchs | Stipulation                                              | Durée |
| ---------------------------------------------------------------- | --- | -------------------------------------------------------- | ----- |
| Pré-Show                                                         | King Barrett bat R-Truth | Match simple pour la couronne de King Barrett.           | 09:15 |
| 1                                                                | Bray Wyatt bat Roman Reigns après une intervention de Luke Harper                                                                            | Match simple.                                            | 22:42 |
| 2                                                                | The Prime Time Players (c) battent The New Day (avec Xavier Woods)                                                                           | Tag team match pour le WWE Tag Team Championship.        | 08:50 |
| 3                                                                | Randy Orton bat Sheamus | Match simple.                                            | 16:54 |
| 4                                                                | Charlotte (avec Paige & Becky Lynch) bat Brie Bella (avec Nikki Bella & Alicia Fox) & Sasha Banks (avec Naomi & Tamina Snuka) par soumission | Triple Threat match.                                     | 11:30 |
| 5                                                                | John Cena (c) bat Kevin Owens par soumission                                                                                                 | Match simple pour le WWE United States Championship.     | 22:11 |
| 6                                                                | Seth Rollins (c) contre Brock Lesnar (avec Paul Heyman) se termine en No Contest après une intervention de The Undertaker.                   | Match simple pour le WWE World Heavyweight Championship. | 09:00 |
| (c) désigne le(s) champion(s) défendant son titre dans le match. | |                                                          |       |